# Matt King (Radsportler)
Matt King (* 17. August 1988 in Toowoomba, Australien) ist ein ehemaliger australischer Radrennfahrer.
Matt King wurde 2006 bei der Junioren-Austragung der Niedersachsen-Rundfahrt Zweiter der Gesamtwertung. Im nächsten Jahr gewann er jeweils die zweite Etappe bei der Thüringen-Rundfahrt und bei der Tour of Gippsland.
Im Jahr 2008 fuhr King für das australische Continental Team Southaustralia.com-AIS. Bei der nationalen Meisterschaft in Ballarat gewann er das Zeitfahren der U23-Klasse und wurde Zweiter im Straßenrennen hinter seinem Teamkollegen Simon Clarke.

## Erfolge
2007
- eine Etappe Thüringen-Rundfahrt

2008
- Australischer Zeitfahrmeister (U23)

## Teams
- 2008 Southaustralia.com-AIS